# Uma Inocente Inclinação para o Mal
Uma Inocente Inclinação Para o Mal é o terceiro álbum de estúdio da banda portuguesa A Naifa, e o último gravado por João Aguardela.
As letras do disco foram escritas por Maria Rodrigues Teixeira, uma poetisa mistério, fã do grupo que alegadamente teria abordado o grupo no final de um concerto e que lhes começou a enviar letras. Mais tarde, Luís Varatojo revelou que era, na verdade, um pseudónimo de João Aguardela, que assina, assim, todas as canções do álbum.
O disco deu origem a uma digressão nacional e internacional. Aquando do lançamento do disco tinham datas marcadas em várias cidades portuguesas, como Coimbra, Braga, Setúbal ou Tondela (entre outras), e também noutras estrangeiras, como Antuérpia, Badajoz e Barcelona.

## Alinhamento
1. Um feitio de rainha
2. Filha de duas mães
3. Na página seguinte
4. Esta depressão que me anima
5. Um rapaz mal desenhado
6. Dona de muitas casas
7. O ferro de engomar
8. Apenas durmo mal
9. Pequenos romances
10. Na aula de dança
11. O ar cansado dos meus vestidos
12. Nas tuas mãos vazias
13. Uma ligeira indisposição
14. Apanhada a roubar

## Créditos
- Luís Varatojo, (Guitarra Portuguesa);
- João Aguardela, (Baixo);
- Mitó, (Voz);
- Paulo Martins, (bateria)